# برادر تام
برادر تام (انگلیسی: Brother Tom; ۲۳ فوریهٔ ۱۹۵۶ –) خواننده اهل ایالات متحده آمریکا بود.